# Lista kolejkowa (film)
Lista kolejkowa (hiszp. Lista de espera) – kubański film obyczajowy z 2000 roku w reżyserii Juana Carlosa Tabío, zrealizowany w koprodukcji z Hiszpanią, Francją, Meksykiem i Niemcami. Opowiada o perypetiach grupy zupełnie przypadkowych osób, które wspólnie utknęły na niewielkim dworcu autobusowym gdzieś na kubańskiej prowincji.

## Obsada
- Vladimir Cruz jako Emilio
- Thaimí Alvariño jako Jacqueline
- Jorge Perugorría jako Ciego/Rolando
- Noel García jako Fernandez
- Saturnino García jako Avelino
- Antonio Valero jako Antonio

## Nagrody i wyróżnienia
Film otrzymał nominację do nagrody Goya w kategorii najlepszy film zagraniczny w języku hiszpańskim. Uzyskał także nagrodę za scenariusz na festiwalu filmowym w Hawanie.